# Leopoldo IV, Príncipe de Lipa
Leopoldo Júlio Bernardo Adalberto Otão Carlos Fritz Jorge Gustavo na Lipa (em alemão: Leopold Julius Bernhard Adalbert Otto Karl Fritz Georg Gustav zur Lippe; 30 de maio de 1871 - 30 de dezembro de 1949) foi o último soberano do Principado de Lipa. Sucedendo ao trono em 1905, ele governava o estado desde 1904, como regente.

## Início da vida
Leopoldo nasceu em Oberkassel, filho de Ernesto, Conde de Lipa-Biesterfeld e da Condessa Carolina de Wartensleben. Seu irmão o príncipe Bernardo de Lipa era pai do príncipe Bernardo de Lipa-Biesterfeld marido da rainha Juliana dos Países Baixos.
Ele serviu como um oficial do exército alemão até 1894, quando saiu para estudar ciências políticas nas universidades de Bona e Berlim.

## Governo de Lipa
Desde 1895 Lipa tinha sido governada por um regente, devido à incapacidade do príncipe Alexandre. O pai de Leopoldo havia atuado como regente desde 1897 e após sua morte em 26 de setembro de 1904, Leopoldo assumiu a regência. Isto não foi reconhecido pelo imperador alemão Guilherme II, que inicialmente se recusou a reconhecer legalmente Leopoldo como regente como houve um problema sobre se Leopoldo e seus irmãos eram de classificação legítima e como tal, elegíveis para a sucessão. 
A questão da regência ainda estava em curso quando o príncipe Alexandre morreu em 13 de janeiro de 1905. Leopold foi confirmado como o príncipe de Lipa e sucessor de Alexander em 25 de outubro de 1905 na sequência de uma decisão judicial. 
Em 3 de junho de 1911, enquanto fora de automobilismo Leopoldo e seu irmão príncipe Julius foram atacados por um grupo de trabalhadores italianos que atiraram uma chuva de mísseis contra os príncipes. Embora Leopoldo tenha escapado ileso, seu irmão recebeu um ferimento na cabeça. 
Durante a Primeira Guerra Mundial, Leopoldo atualizou os títulos das várias linhas da Casa de Lipa. O título de Conde de Lipa-Biesterfeld, foi concedido para seu sobrinho Bernardo de Lipa-Biesterfeld (filho de seu irmão Bernardo), que viria a se tornar o príncipe consorte da rainha Juliana dos Países Baixos. Em 24 de fevereiro de 1916, Bernardo e seu irmão foram atualizado para o título de Príncipe de Lipa-Biesterfeld com o estilo de Alteza Sereníssima. Os Condes de Lipa-Weissenfeld também se beneficiaram com as criações do título Príncipe de Lipa-Weissenfeld com o estilo de Alteza Sereníssima em 24 de fevereiro 1916, pelo Conde Clemens e seus descendentes e novamente em 9 de novembro de 1918, para os outros membros desta linha.
Apenas três dias depois de atualizar os títulos dos membros da linha de Lipa-Weissenfeld e seguindo o Império Alemão, derrotado na I Guerra Mundial e a subsequente revolução, Leopoldo foi forçado a renunciar ao trono em 12 de novembro de 1918. Após o fim da seu governo do Principado de Lipa foi transformado em um estado livre na nova República de Weimar.

## Pós abdicação
Após a ascensão do nazismo na Alemanha todos os seus três filhos com sua primeira esposa tornaram-se membros do partido. Seu filho mais velho, o Príncipe Herdeiro Ernesto é relatado para ter sido o primeiro príncipe alemão para participar da festa, quando ele assinou em maio de 1928. 
Além de serem nazistas pro tanto hereditário príncipe Ernst e Príncipe Chlodwig tinha contraído casamentos desiguais. Assim, em 1947, quando Leopoldo escreveu sua vontade, Armino, seu filho mais novo e único filho com sua segunda esposa, iria sucedê-lo como chefe da Casa de Lipa e também tornar-se administrador das propriedades da família principesca como Schloss Detmold. Assim, quando Leopoldo morreu em Detmold seus três filhos mais velhos foram todos deserdados e seu filho mais novo Armino tornou-se chefe da casa. 

## Casamentos e filhos
Leopold era casado com a Princesa Bertha de Hesse-Philippsthal-Barchfeld (1874-1919) em 16 de agosto 1901 em Rotemburgo. Eles tiveram cinco filhos.
- Ernesto, Príncipe Herdeiro de Lipa (1902-1987) casou em primeiro lugar com Charlotte Ricken (1900-1974). Depois de se divorciar em 1934 casou-se em segundo lugar com Herta-Elise Weiland (1911-1970)
- Príncipe Leopoldo Bernardo de Lipa (1904-1965)
- Princesa carolina de Lipa (1905-2001) casou com o conde Hans de Kanitz (1893-1968)
- Príncipe Chlodwig de Lipa (1909-2000) casou com Veronika Holl (1915-2007)
- Princesa Sieglinda de Lipa (1915-2008) casou com Frederico Carlos Heldman (1904-1977)

Ele casou em segundo lugar para a princesa Ana de Isemburgo e Budinga (1886-1980) em 26 de Abril 1922, Budinga. Eles tiveram um filho.
- Armino, Príncipe de Lipa (1924-2015)